# Лайне Месікяпп
Лайне Месікяпп (ест. Laine Mesikäpp; 27 лютого 1917, Аділа, Естляндська губернія, Російська імперія — 5 травня 2012, Іру, Їеляхтме, Гар'юмаа, Естонія) — естонська акторка кіно, радіо та театру, співачка, плідний колекціонер і каталогізатор естонської народної музики. Заслужена діячка мистецтв Естонської РСР (1964).

## Молодість й освіта
Народилася у маленькому селі Аділа у волості Кохіла, повіту Рапламаа, у сім'ї Ганса Месікяппа-молодшого й Анни Месікяпп (до шлюбу Раммус). Була наймолодшою з дев'яти дітей. Росла на фермі в маленькому сусідньому селищі Хагері. Виявила інтерес до традиційного естонського фольклору й естонської народної музики ще в ранньому дитинстві. Її батько був знаним місцевим оповідачем і співаком, який завжди тримав у кишені олівець, щоб записати місцеві традиції, пісні й історії. Пізніше у сімейному будинку стали збиратися фольклористи, музиканти і співаки з усієї Естонії, і це справило на неї незабутнє враження та додало до її репертуару численні пісні з інших регіонів.
З 1932 року навчалася в Талліннській 1-й жіночій гімназії, яку закінчила 1936 року.

## Театральна кар'єра
1942 року директор театру Рійво Кульюс запросив Лайне Месікяпп приєднатися до театру Ендла в Пярну після того, як побачив її виступ як співачки. Попри відсутність формальної освіти акторки, вона погодилася. Того ж року дебютувала на сцені в ролі Марет Ваа в постановці роману Августа Ґаліта «Toomas Nipernaadi» 1928 року. Працювала у театрі до 1944 року, а потім приєдналася до музичного театру національна опера «Естонія». 1949 року приєдналася до Естонського драматичного театру, в якому працювала 43 роки: з 1949 по 1992 рік. У цьому театрі виконала роль Наталі в «Трьох сестрах» Антона Чехова, Берта в «На задвірках» Оскара Лутса, Марді-Рісте в «Muhu Monoloogides» Югана Смуула й Емми в «Пан Пунтила і його слуга Матті» Бертольта Брехта.

## Кіно
1956 року дебютувала у повнометражному фільмі «На задвірках» — екранізації однойменного оповідання Оскара Лутса 1933 року, знятому режисером Віктором Невежіним. Повторила роль Берти у фільмі, яку раніше грала на сцені Естонському драматичному театрі. Потім зіграла невеликі ролі в драмі Герберта Раппапорта «У дощ і сонце» 1960 року, виробництва Талліннфільм та кольоровій музичній комедії «Друг пісні» 1962 року режисерів Ільї Фогельмана та Реета Касесалу для Талліннфільм.
Серед інших появ у кіно — ролі в екранізації роману Августа Кітцберга «Лісова легенда» 1968 року, 1981 року Арво Круусемент зняв фільм «Karge meri», оснований на однойменному романі 1938 року, зіграла тітку Кає в драмі «Вкрадене побачення» 1989 року, яку зняла Лейда Лаюс. Всі виробництва Талліннфільм. Останньою появою Месікяппа у фільмі стала невказана роль у чорно-білій комедії Пекки Карьялайнена «Істерія» 1993 року.

## Народні пісні
З самого раннього дитинства дуже цікавилася традиційною естонською музикою, піснями, танцями, історіями та національним одягом. Почала збирати та виконувати народні пісні з усієї Естонії ще підлітком. 1947 року в Естонії запровадили фестиваль Естонське свято пісні після радянської анексії 1944 року, на якому виступила і Месікяпп. Коли хор почали співати патріотичну «Mu isamaa on minu arm» («Моя Батьківщина — це моя любов»), а глядачі підспівували у пориві патріотизму натовп схвально заревів, обуривши радянську владу. Ця подія спонукала Месікяпп зайнятися організацією вечорів і фестивалів, які пропагували традиційну естонську народну музику та танці. Це не мало політичного підтексту, це була спроба зберегти естонські звичаї та зупинити русифікацію.
Протягом усього життя Месіяпп активно збирала та просувала естонську народну музику. Була учасницею народного художнього ансамблю «Лейгарід». Колектив народної творчості, заснований 1969 року, який популяризував естонську культуру через музику та танці.

## Особисте життя
Була одружена з Карлом Коппелем, який помер 1988 року. У свої останні роки жила в інтернаті для людей похилого віку в Іру в повіті Гар'юмаа, де померла 2012 року у 95 років.